# Municipio de Modena
El municipio de Modena (en inglés: Modena Township) es un municipio ubicado en el condado de Edmunds en el estado estadounidense de Dakota del Sur. En el año 2010 tenía una población de 19 habitantes y una densidad poblacional de 0,21 personas por km².

## Geografía
El municipio de Modena se encuentra ubicado en las coordenadas 45°32′33″N 99°38′11″O / 45.54250, -99.63639. Según la Oficina del Censo de los Estados Unidos, el municipio tiene una superficie total de 92.58 km², de la cual 90,46 km² corresponden a tierra firme y (2,29 %) 2,12 km² es agua.

## Demografía
Según el censo de 2010, había 19 personas residiendo en el municipio de Modena. La densidad de población era de 0,21 hab./km². De los 19 habitantes, el municipio de Modena estaba compuesto por el 100 % blancos. Del total de la población el 0 % eran hispanos o latinos de cualquier raza.